# Pagayawan

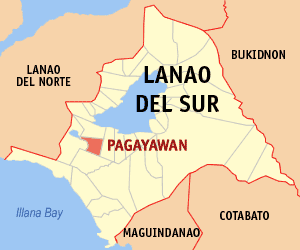
Bản đồ Lanao del Sur với vị trí của Pagayawan

Pagayawan (tên cũ Tatarikan) là một đô thị hạng 5 ở tỉnh Lanao del Sur, Philippines. Theo điều tra dân số năm 2000 của Philipin, đô thị này có dân số 9.757 người trong 1.311 hộ.

## Các đơn vị hành chính
Pagayawan được chia ra 18 barangay.
| - Ayong - Bandara Ingud - Bangon - Biala-an - Diampaca - Guiarong - Ilian - Madang - Mapantao | - Ngingir (Kabasaran) - Padas - Paigoay - Pinalangca - Poblacion (Lumbac) - Rangiran - Rubokun - Linindingan - Kalaludan |